# Таншоннят
Международный аэропорт Таншоння́т (ИАТА: SGN, ИКАО: VVTS) (вьет. Sân bay quốc tế Tân Sơn Nhất or Cảng hàng không quốc tế Tân Sơn Nhất) — гражданский международный аэропорт города Хошимина (бывший Сайгон), Вьетнам. Крупнейший международный аэропорт Вьетнама по площади и по количеству обслуживаемых пассажиров.

## История
Аэропорт основан французскими колониальными властями в начале 1930-х годов, когда в районе деревни Таншоннят был построен небольшой аэродром. В середине 1950-х годов в рамках американской помощи построена взлётно-посадочная полоса длиной 2190 метров. Во время Вьетнамской войны авиабаза Таншоннят использовалась военно-воздушными силами как США, так и Южного Вьетнама. Во время Тетского наступления Вьетконг предпринял неудачную попытку захватить авиабазу. До 1975 года авиабаза была одной из самых загруженных в мире.
4 апреля 1975 года во время операции Babylift взлетевший с авиабазы Таншоннят транспортный самолёт ВВС США Lockheed C-5 Galaxy из-за технических проблем совершил вынужденную посадку на рисовое поле в нескольких километрах от Таншоннята. Из 328 человек на борту погибло 155. Авиакатастрофа стала одной из крупнейших в истории Вьетнама.
9 декабря 2004 года впервые после падения Сайгона возобновилось авиасообщение с США. Рейс авиакомпании United Airlines с промежуточной посадкой в Гонконге осуществлялся сначала из Сан-Франциско, затем из Лос-Анджелеса.

## Планы
В сентябре 2007 года открыт новый международный терминал, способный обслуживать до 10 миллионов пассажиров в год, в результате чего общая пропускная способность аэропорта достигла 15-17 миллионов
пассажиров в год. Старый терминал при этом перешёл на обслуживание местных авиалиний. После планируемого ввода в строй нового международного аэропорта Хошимина Лонгтхань Таншоннят должен полностью перейти на обслуживание внутренних авиарейсов.

## Выполняемые авиарейсы
Помимо внутренних и международных авиалиний аэропорт обслуживает грузовые авиарейсы.

### Внутренние авиалинии (первый терминал)
Внутренние авиарейсы из аэропорта выполняют вьетнамские авиакомпании:
- Bamboo Airways
- Jetstar Pacific Airlines
- Vietnam Airlines
- Vietnam Air Service Company
- VietJet Air

### Международные авиалинии (второй терминал)
- Аэрофлот
- AirAsia
- Air Astana
- Air China
- Air France
- All Nippon Airways
- Asiana Airlines
- Bangkok Airways
- Cathay Pacific
- Cebu Pacific
- China Airlines
- China Eastern Airlines
- China Southern Airlines
- EVA Air
- Emirates
- Garuda Indonesia
- Hong Kong Airlines
- Japan Airlines
- Jetstar Asia Airways
- Jetstar Pacific Airlines
- Korean Air
- Lion Air
- Lufthansa
- Malaysia Airlines
- Mandarin Airlines
- Philippine Airlines
- Qantas
- Qatar Airways
- Royal Brunei Airlines
- Royal Khmer Airlines
- Shanghai Airlines
- Shenzhen Airlines
- Siem Reap Airways International
- Singapore Airlines
- Thai Airways International
- Tiger Airways
- Uni Air
- United Airlines
- Vietnam Airlines
- Viva Macau

### Грузовые авиарейсы
- Air France Cargo
- Asiana Cargo
- Cargoitalia
- Cargolux
- China Airlines Cargo
- EVA Air Cargo
- K-Mile (Transmile Air Services)
- Korean Air Cargo
- Shanghai Airlines Cargo
- AirBridgeCargo